# Clan Chiba

Emblème (mon) du clan Chiba.

Le clan Chiba (千葉氏) est un clan japonais qui est en fait une branche du clan Taira. Le clan Chiba descend de Chiba no Suke, le fils de Taira no Tadatsune. Le nom du clan vient du fait qu'il contrôlait la ville de Chiba, à l'est de Tokyo. L'emblème du clan, la Lune et l'étoile, est également associé à Myōken Bosatsu, considéré comme le dieu de l'étoile polaire avant l'époque Meiji ; le clan Chiba l'adopta, vraisemblablement, en hommage à la déité qui était apparue à Taira no Masakado.
Le clan Chiba n'a pourtant pas soutenu le clan Taira pendant la guerre de Gempei et s'est rangé aux côtés du clan Minamoto avec le clan Hojo et le clan Doi.
Le clan était installé dans la province de Shimosa.